# Corsair International
Corsair International, que opera amb el nom comercial de Corsair i anteriorment Corsairfly, és una aerolínia francesa de baix cost i llarg abast amb base a l'Aeroport de París-Orly. Duu a terme vols regulars i xàrter entre França i destinacions vacacionals d'arreu del món. La seu es troba a Rungis, al departament francès de la Val-de-Marne. És propietat d'Intro Aviation (53%) i TUI Group (27%). L'abril del 2019, la flota consistia en dos Airbus A330-200, dos A330-300 i tres Boeing 747-400.